# Cmentarz wojenny nr 88 – Sokół
Cmentarz wojenny nr 88 w Gorlicach–Sokole – zabytkowy cmentarz z I wojny światowej.
Zaprojektowany przez austriackiego architekta Hansa Mayra jako cmentarz samodzielny.
Pochowano na nim 20 żołnierzy austriacko-węgierskich i 100 rosyjskich w 28 grobach zbiorowych i 23 pojedynczych.

## Galeria

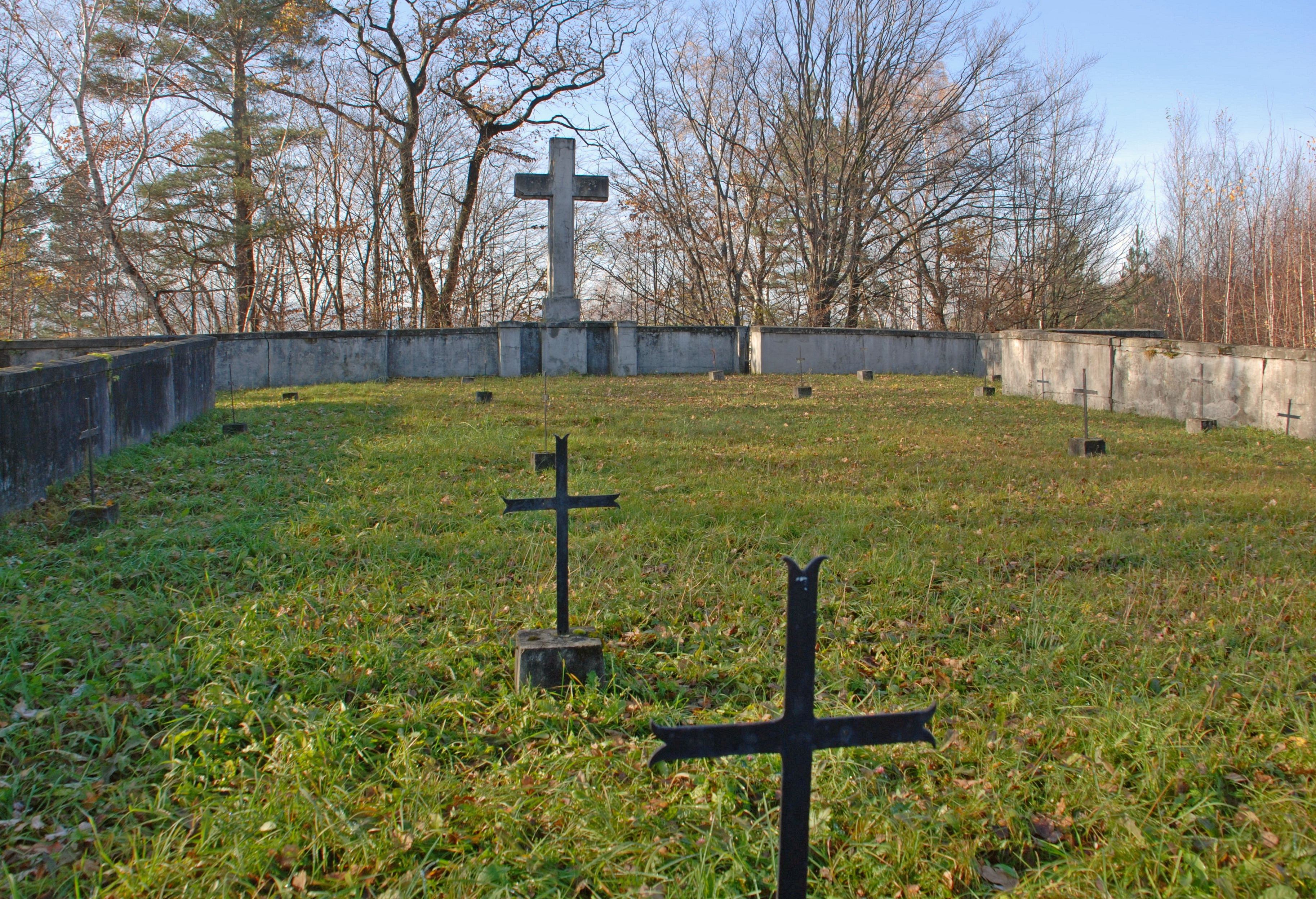
Widok od strony wschodniej
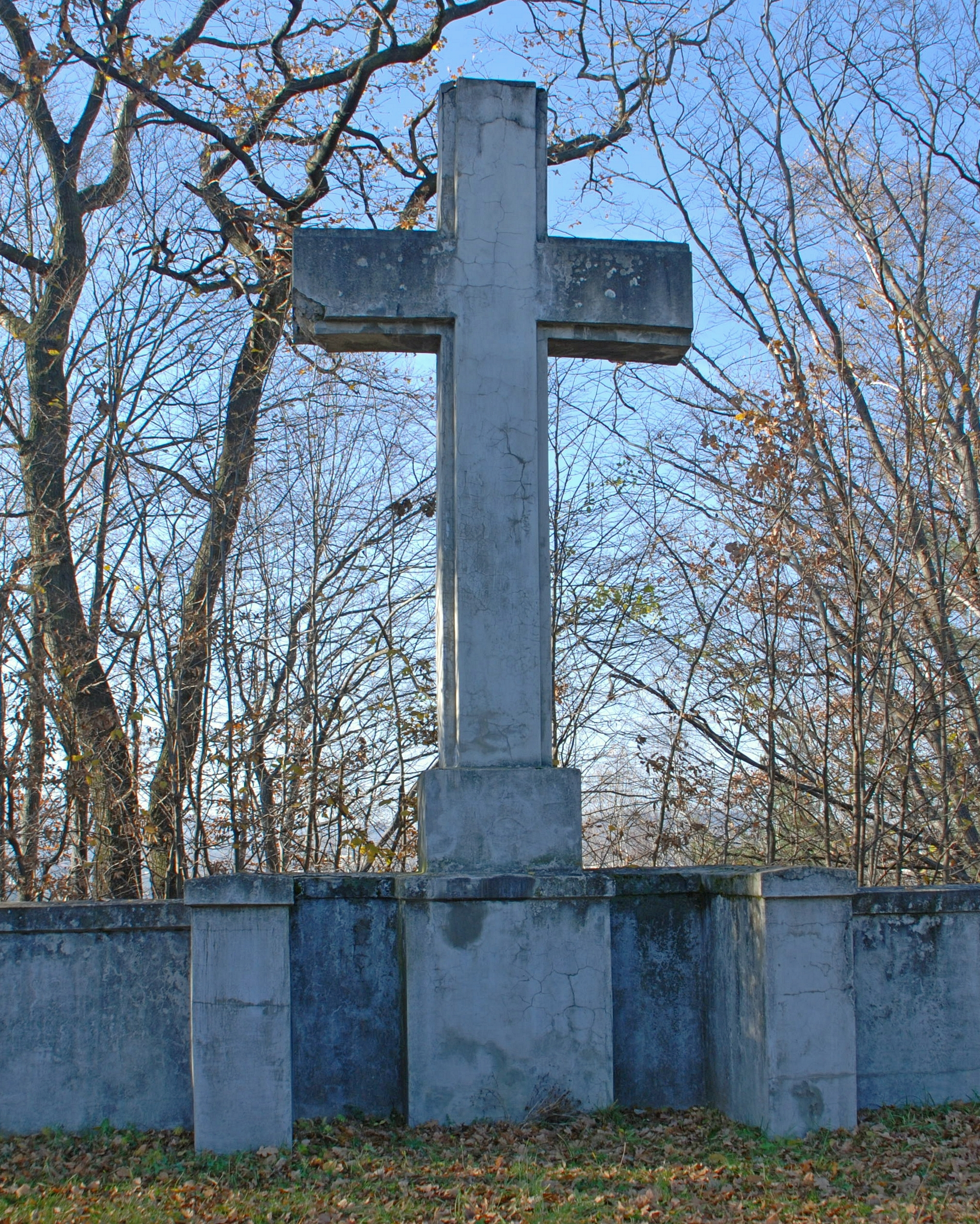
Pomnik centralny
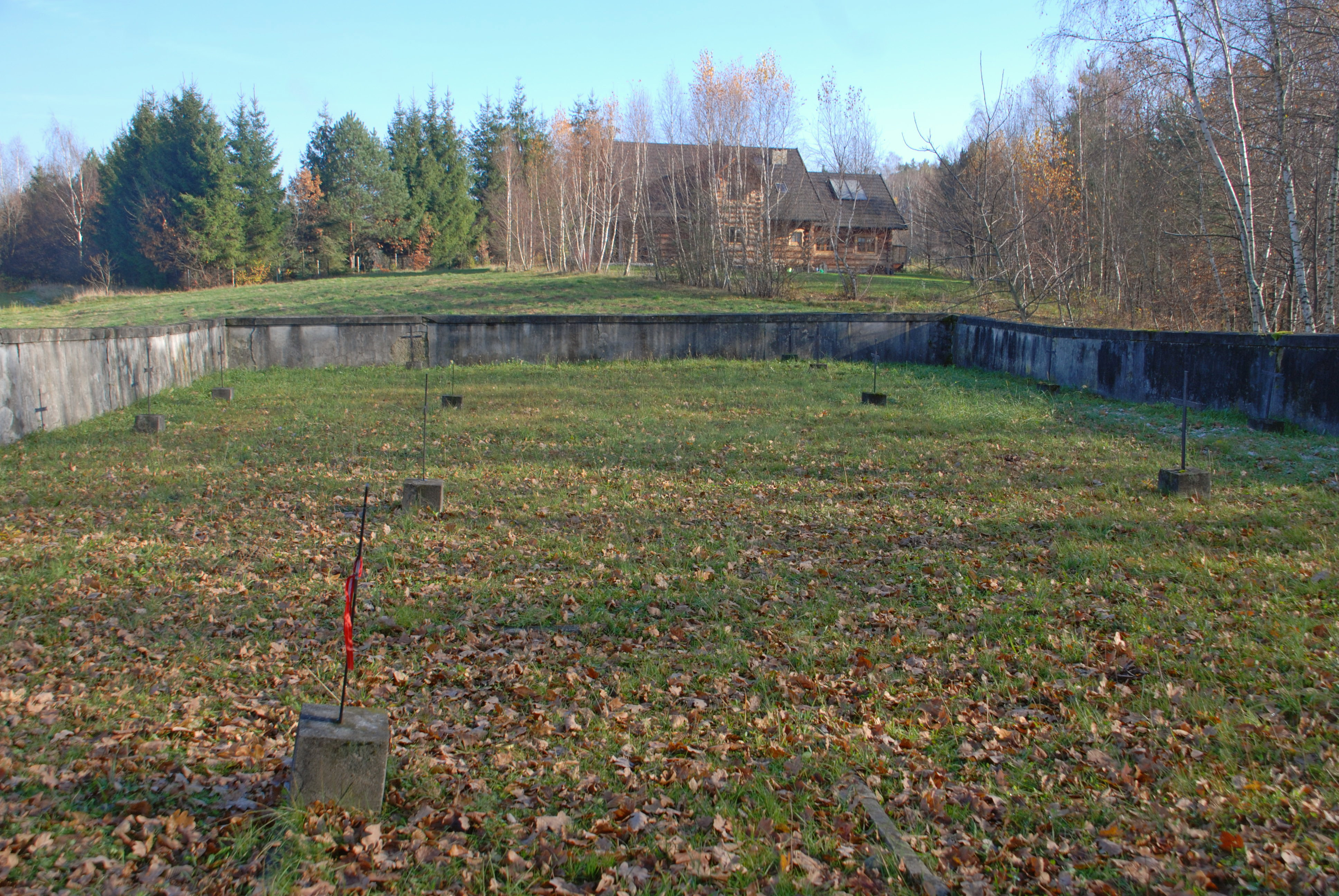
Fragment cmentarza
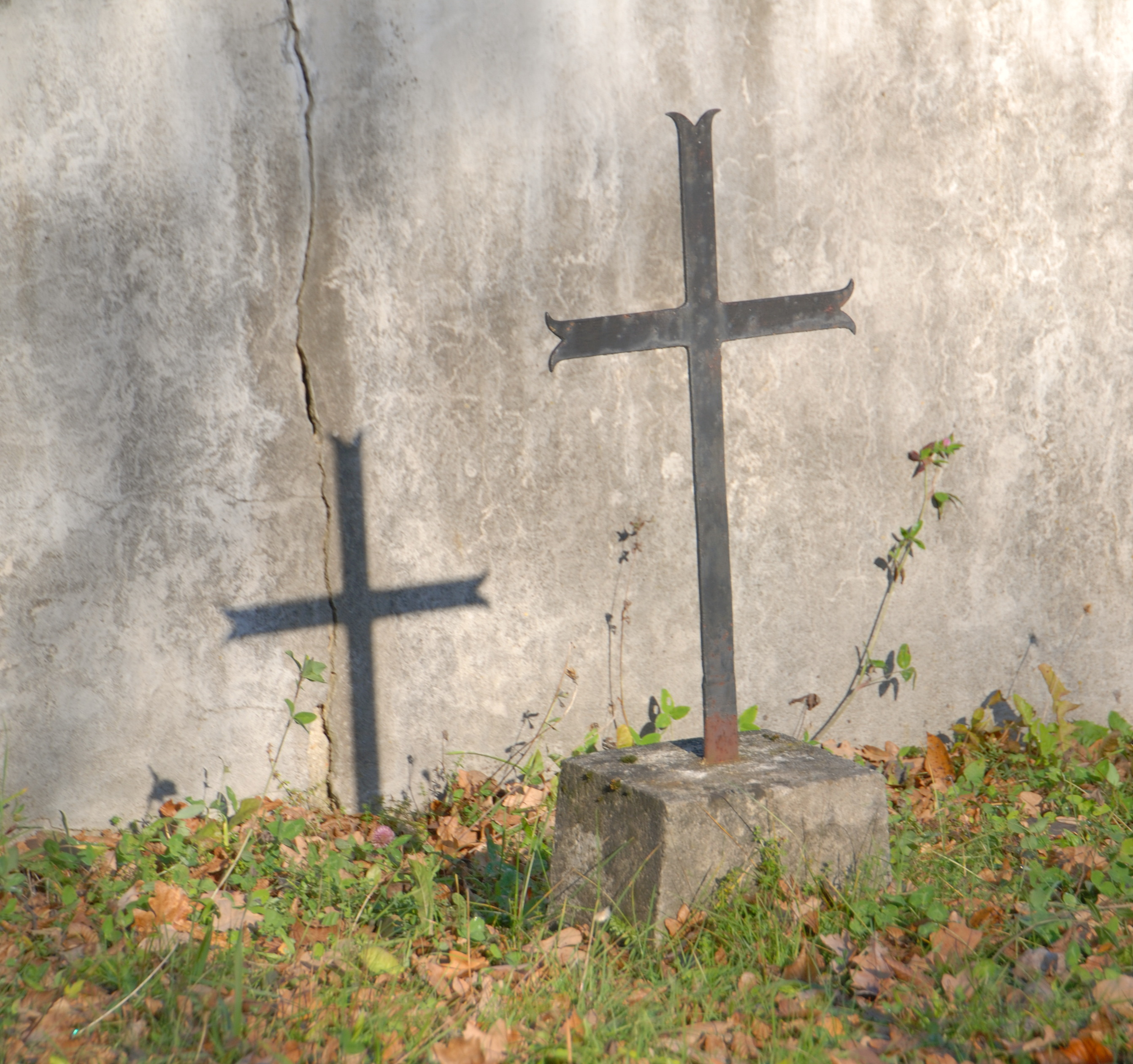
Krzyż jednoramienny
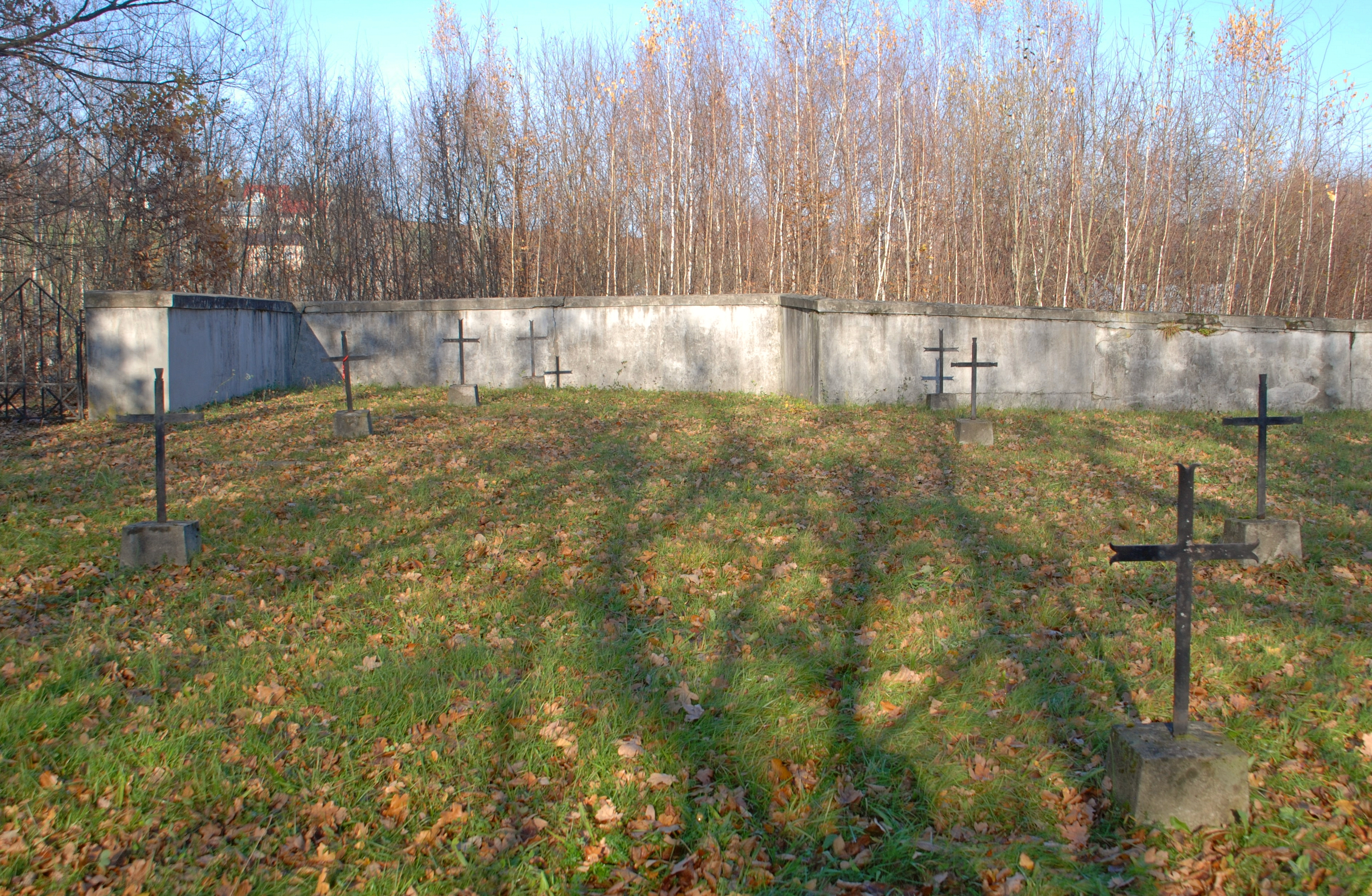
Fragment cmentarza
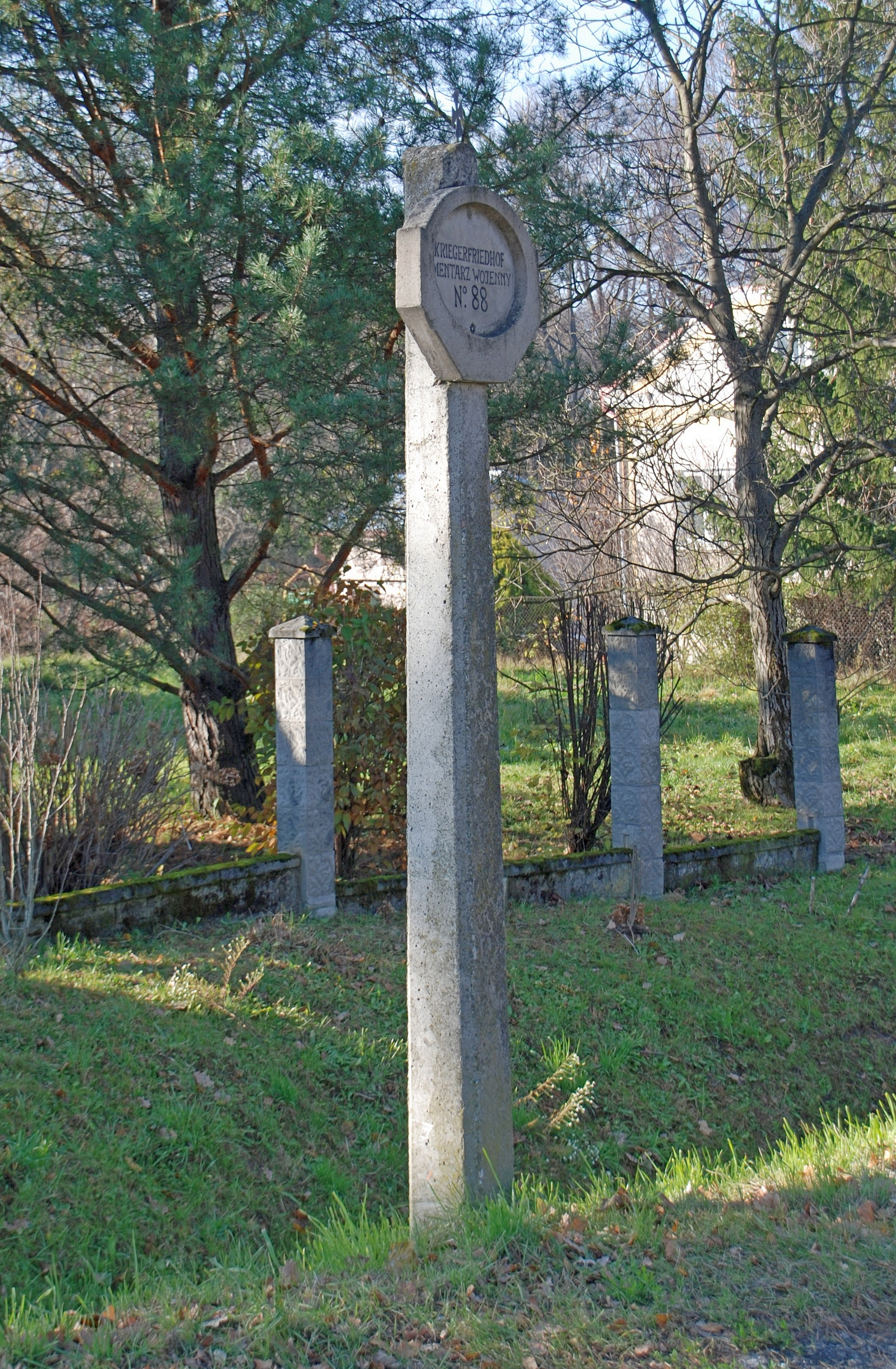
Drogowskaz